# ペドロ・デ・アンプディア
ペドロ・デ・アンプディア(Pedro de Ampudia, 1803年 - 1868年)は、キューバ生まれの軍人。メキシコ軍の将校として人生のほとんどを過ごした。
アンプディアの軍歴はスペイン軍から始まり、メキシコ独立戦争の後にメキシコに移住した。1836年、アンプディアはアラモの戦いでメキシコ軍砲兵隊として務め、後にサンジャシントの戦いで激しい戦闘を目の当たりにした。1840年代初めのテキサスとの国境紛争の間、アンプディアは一度も負けたことがなく、境界の向こう側のテキサス軍もいやいやながらも敬意を払った。
1846年には、メキシコ北部軍の最高司令官として少しの間務め、アンプディアは地元のゲリラのリーダーを残忍な公開処刑にしたことで任務を解かれた。コンサバドール(メキシコの保守派閥のメンバー)として、アンプディアは、そのライバルでリベラル派の将軍、マリアノ・アリスタに賛成し、即座に事務職の地位に左遷された。パロ・アルトの戦いでアンプディアは、「容認できない戦術の大失敗」と見なしたアリスタを厳しく批評し、アリスタが一部アンプディアを非難した負け戦のレサカ・デ・ラ・パルマの戦いでも批判を続けた。
南への長い撤退の間、アンプディアはモンテレイの戦いでの指揮を取る時のために、北部軍の最高司令官に任命された。サルティヨまで撤退せよと言うアントニオ・ロペス・デ・サンタ・アナの命令にもかかわらず、アンプディアはモンテレイで迎え撃つことを決めた。
熟練した都市の防備の後、アンプディアは賛否がある休戦を要求することを選び、ところどころアメリカ軍の前線を破壊していたにもかかわらず、疲弊した軍隊を撤退させた。ザカリー・テイラーと結ばれた休戦協定によって、アンプディアの北部軍は兵器を手放さなくてもよかったが、できるだけ南へ撤退し、3ヶ月間の侵攻作戦を放棄することを要求された。サルティヨでは、アンプディアがモンテレイと同様の防備をしようと試みたが、町の住民たちは防備においてなす術がなかった。サルティヨの町の防備の失敗で、アンプディアはサンタ・アナによって解任された。アンプディアは1847年のブエナ・ビスタの戦いで、メキシコ軍砲兵の一部を指揮したが、以前の司令官であるアリスタと同様、アンプディアは気がつくと戦争の残りの大部分を管理業務に費やした。
モンテレイでの後退は賛否両論があったにせよ、アンプディアは「テイラーを破ることのできた唯一の男」としてメキシコの言い伝えに残った。戦後、アンプディアの政策は徐々にリベラルに傾き、アンプディアはメキシコ皇帝マクシミリアンとの内紛の間のベニート・フアレスの政府を支持して、リベラル派の東部軍の司令官としてかなりの勇気と技能をもって務め、その指揮においてひどく負傷した。1868年、アンプディアは恐らく戦傷から起こる余病によって死去し、パンテオン・デ・サン・フェルナンドに埋葬された。

## 参照
- Bauer, K. Jack, "The Mexican-American War, 1846-1848"
- Miguel Ángel Peral, ed., "Diccionario Biográfico Mexicano"